# Starhawk (personaggio)
Starhawk è un personaggio dei fumetti Marvel Comics.

## Storia editoriale
Un personaggio chiamato Starhawk è apparso in una pubblicità sull'ultima pagina di Marvel Super-Heroes N. 20 (maggio 1969) come anticipazione del prossimo numero. La pubblicazione successiva, però, e tutti i successivi numeri del titolo, erano ristampe di vecchio materiale Marvel. La copertina con Starhawk dalla Marvel Super-Heroes è stata utilizzata come copertina del terzo numero di Marvelmania.
La sua prima apparizione ufficiale è in The Defenders # 28 (ottobre 1975). Il personaggio è stato creato da Steve Gerber e Sal Buscema. Non è chiaro se questo Starhawk ha qualche connessione con il Super-Eroe Marvel.
Starhawk è apparso insieme al resto della squadra originale dei Guardiani della Galassia nella serie del 2014 Guardians 3000 scritto da Dan Abnett che lo ha descritto come "l'anima" della squadra.

## Biografia del personaggio

### Origini
Nasce dai supereroi Quasar e Kismet nell'anno 2002 della Terra-691. Come tale, era per metà umano e per metà un essere creato artificialmente. Non appena è nato sul pianeta Vesper, fu rapito e depositato sul pianeta Arcturus IV. Il bambino è stato scoperto da una coppia arturiana che era tra gli ultimi mutanti del loro pianeta; per gran parte della sua vita, Stakar ha creduto che questi mutanti fossero i suoi genitori naturali. I mutanti sono stati trovati e uccisi dai Reavers di Arcturus, squadra militare Arturiana mandata per eliminare i mutanti della loro razza. Il Reaver Ogord scoperto il neonato e, supponendo fosse un Arturiano, lo adotta e lo cresce come suo figlio con la moglie Salaan, nominando il ragazzo Stakar.
Stakar coltivato un interesse per la scienza e l'archeologia per esplorare le rovine contenenti il Dio Falco. Intorno all'anno 2020, lui e sua sorella adottiva Aleta Ogord, rianimata la divinità dormiente sono stati fisicamente trasformati. Sono stati dotati di straordinaria potenza e lasciato Arcturus IV Stakar ha adottato l'identità mascherata di Starhawk. Lo sviluppo di sentimenti romantici tra i due fratellastri ha portato alla nascita di tre figli: Sita, John e Tara.

### Guardiani della galassia
Nell'anno 3014 Starhawk aiutò i Guardiani della Galassia e i difensori a rovesciare l'occupazione Badoon della Terra. Starhawk ha aderito ai Guardiani della Galassia in una missione spaziale e ha contribuito a sconfiggere Topographical Man. È stato poi rivelato che ha manipolato gli eventi per fare incontrare i Guardiani; per esempio, quando Charlie-27 si è teletrasportato da Giove per sfuggire al Badoon, Starhawk lo ha trasportato su Plutone dove ha incontrato Martinex.
Durante questo tempo, i tre figli di Stakar (Tara, John e Sita) sono stati trasformati in vampiri di energia dal padre di Aleta e inviati per uccidere Stakar. Sono morti di vecchiaia accelerata. Aleta successivamente ha incolpato Stakar (piuttosto che il padre) per la morte dei loro figli, e il loro rapporto non si è rovinato definitivamente.
Nel 3017, Starhawk ha accompagnato i Guardiani in una missione per trovare lo scudo perduto di Capitan America. Ha combattuto Taserface e Stark, e fu fisicamente separato da Aleta in un incidente. Aleta è stato il più forte della coppia, e Stakar l'ha forzatamente riassorbita per sostenere se stesso. I due lottarono per il predominio del loro spazio fisico, e Stakar si è trasformato in una versione 'dark' di se stesso, proiettando 'luce nera'.
A causa dell'assalto di Stakar sul loro compagno di squadra, i Guardiani hanno scelto di espellerlo dal team. Alla fine, Aleta divenne dominante, e ritornato il corpo di Stakar ad uno stato infantile, consapevole del suo destino, lei lo ha mandato indietro nel tempo per ricominciare il suo ciclo di vita.

### Freed from rebirth
Quando i Guardiani hanno viaggiato indietro nel tempo fino al XX secolo della Terra-616, la loro linea temporale originaria è stata modificata - al punto che Starhawk aveva vissuto tutta la sua vita di nuovo ed era stato in attesa del loro arrivo. Stakar e Aleta avuto parole dure l'un per l'altro e il Dio Falco intervenne legando le dita dei due ex-amanti insieme. Dopo essere stati costretti a lavorare insieme per del tempo, il Dio Falco li separarò e consentì solo a Stakar di conservare il suo potere, mentre ad Aleta fu restituito il suo vecchio potere di manipolare la luce.
Aleta poi ha scelto di rimanere con i Guardiani, mentre il Dio Falco ha detto a Stakar la verità sulla sua ascendenza ed egli ha poi continuato una ricerca per saperne di più. Durante questa ricerca ha trovato il ferito Silver Surfer, il quale ha guarito e prestato le sue Bande Quantum per un breve periodo. Eon poi rivelò a Stakar che suo padre biologico Quasar una volta ha indossato anche lui le bande. Starhawk è poi consumato da Abrogate, un luogo in cui tutti gli ex detentori delle Bande Quantiche vanno dopo la morte. Quasar gli racconta del suo amore per la madre di Stakar, Kismet. Stakar scopre che lei è ancora in vita e vive con una setta religiosa sul pianeta Vesper. Dopo di che, una creatura che si faceva chiamare Era, il figlio di Eon, si è rivelata e ha ammesso di aver rapito Stakar alla nascita, insieme ad altri atti vili.
Con l'incoraggiamento del Dio Falco, Starhawk e Kismet si dedicarono a trovare e affrontare Era.

### Ritorno
Utilizzando una tecnologia dalla sua linea temporale, Starhawk si teletrasporta nel XXI secolo della Terra-616 per incontrarsi con l'equivalente di quella dell'epoca dei Guardiani della Galassia su Knowhere. Vance Astro, alias Major Victory, è stato trovato da questa nuova squadra di Guardiani, e Starhawk lo combatté prima di teletrasportarsi via. Quando tornò, apparve con delle sembianze femminili e affermò che Vance non era destinato ad essere un membro dei Guardiani della Galassia in questo punto della timeline e che l'apparizione di Major Victory rischiava di far mutare il futuro così tentò di nuovo di uccidere Astro e i Guardiani. Viene catturata dai Guardiani e tenuta prigioniera per qualche tempo, fino a quando Moondragon la lasciò andare. Scopre che l'anomalia che è disturba il flusso di tempo non è Astro o i Guardiani, ma Freccia Nera attivando una bomba che farà sì che il tempo e lo spazio collassino. Starhawk sacrifica la sua vita per salvare i Guardiani, e istruisce Star-Lord di fermare Freccia Nera, ad ogni costo.

## Altri media

### Cinema

#### Marvel Cinematic Universe
Stakar Ogord compare all'interno del Marvel Cinematic Universe (MCU), interpretato da Sylvester Stallone.
- Il personaggio fa il suo debutto sullo schermo nel film Guardiani della Galassia Vol. 2 (2017). Nella storia cinematografica Stakar Ogord è un importante e rispettato Ravager che ha un conto in sospeso con Yondu Udonta: non molto tempo prima, aveva scoperto la complicità del suo apprendista nella tratta di numerosi bambini alieni con Ego il pianeta vivente (pratica vietata severamente dal Codice d'onore dei Ravagers), aggravata dalla morte degli stessi a opera del padre (non erano portatori del gene dei Celestiali) e dal fatto che Yondu avesse volutamente chiuso un occhio prima di scoprire la verità al fine di fare soldi. Per questo motivo si ritrova costretto ad esiliare Yondu dal clan dei Ravagers ma alla fine del film, dopo l'eroico sacrificio di Yondu per salvare la galassia e suo figlio Peter, si pente e perdona con rimpianto il defunto compagno.[11][12]
- Stakar torna nel film Guardiani della Galassia Vol. 3 (2023).